# NTSF:SD:SUV::
NTSF:SD:SUV::, abbreviazione di National Terrorism Strike Force: San Diego: Sport Utility Vehicle::, è una serie televisiva statunitense del 2011, creata da Paul Scheer.
Basata principalmente sul genere police procedural, NTSF:SD:SUV:: è caratterizzato da momenti suspense, d'azione, dramma, cliffhanger, horror e talvolta sentimentali, rigirati con umorismo nero e facendo largo uso di parodia e satira.
La serie è stata trasmessa per la prima volta negli Stati Uniti su Adult Swim dal 22 luglio 2011 al 13 dicembre 2013, per un totale di 36 episodi ripartiti su tre stagioni. Un adattamento italiano è stato pubblicato sul servizio in streaming TIMvision il 14 settembre 2016, dove è stata resa disponibile la prima stagione della serie.
In un'intervista del 2014, Scheer ha dichiarato che la serie è stata interrotta, affermando di non avere piani per un imminente ritorno.

## Trama
In un mondo costantantemente colpito dalla criminalità, le minacce terroristiche sono all'ordine del giorno e persino la sicurezza interna non si sente al sicuro portando i residenti di San Diego a fidarsi solo dell'NTSF:SD:SUV:: (sigla di National Terrorism Strike Force: San Diego: Sport Utility Vehicle::), un gruppo clandestino di agenti governativi che lavorano insieme per proteggere la città. Tuttavia il team è totalmente incompetente, i loro metodi di interrogatorio sono discutibili e i casi che risolvono sono assurdi e riguardano criminali ancora più incompetenti di loro provenienti da vari paesi come Messico, Canada e Guam che tentano di attaccare la città. Guidato da Kove, il team è composto da Trent Hauser e dai suoi partner Alphonse Bearwalker, Piper Ferguson e Sam Stern, quest'ultimo responsabile delle comunicazioni per gli NTSF:SD:SUV:: che interagisce con il robot S.A.M. Il team è supportato anche dal tecnico di laboratorio Jessie Nichols e successivamente da Daisy.

## Episodi
| Stagione         | Episodi | Prima TV USA | Pubblicazione Italia |
| ---------------- | ------- | ------------ | -------------------- |
| Prima stagione   | 12      | 2011         | 2016                 |
| Seconda stagione | 15      | 2012-2013    | inedita              |
| Terza stagione   | 12      | 2013         | inedita              |
| Webisodi         | 12      | 2012         | inediti              |

## Personaggi e interpreti

### Personaggi principali
- Trent Hauser (stagioni 1-3), interpretato da Paul Scheer, doppiato da Alessandro D'Errico.
L'agente che guida gli NTSF:SD:SUV:: su base giornaliera, nonostante mostri una completa incompetenza e nonchalance nel suo lavoro. Riesce regolarmente a scongiurare i pericoli che minacciano San Diego con molta fortuna, casualmente o per il fatto che i suoi avversari spesso sono più incapaci di lui.
- Piper Ferguson (stagioni 1-3), interpretata da June Diane Raphael, doppiata da Donatella Fanfani.
La mente apparente degli NTSF:SD:SUV:: e una ragazza affascinante, che usa spesso la sua bellezza per raggiungere l'obiettivo.
- Alphonse Bearwalker (stagioni 1-3), interpretato da Brandon Johnson, doppiato da Jacopo Calatroni.
Originario dello stato "più settentrionale degli Stati Uniti", è metà alascano e metà Inuit. Quando conduceva le sue missioni in Alaska, era accompagnato dal suo cane, che tuttavia è stato assassinato.
- Kove (stagioni 1-3), interpretata da Kate Mulgrew, doppiata da Marina Thovez.
Il boss facilmente irritabile e adirato della NTSF:SD:SUV::. Fuma la pipa, indossa una benda sull'occhio e cerca quotidianamente con la sua squadra di proteggere la città di San Diego e i suoi cittadini dalle minacce terroristiche. È innamorata di Trent, con cui è stata sposata due volte e divorziata altrettante volte, tentando continuamente di riavere il suo ex marito. I due hanno due figli, Jericho e Chirokee, entrambi maestri di karate tuttavia non ne parlano.
- Jessie Nichols (stagioni 1-2), interpretata da Rebecca Romijn, doppiata da Iolanda Granato.
Una scienziata sensuale, membro del gruppo.
- Sam Stern (stagioni 1-3), interpretato da Martin Starr, doppiata da Massimo Di Benedetto.
Un esperto informatico del team.
- Daisy (stagione 3), interpretata da Karen Gillan.
Un tecnico di laboratorio scozzese che si è unita successivamente agli NTSF:SD:SUV::.

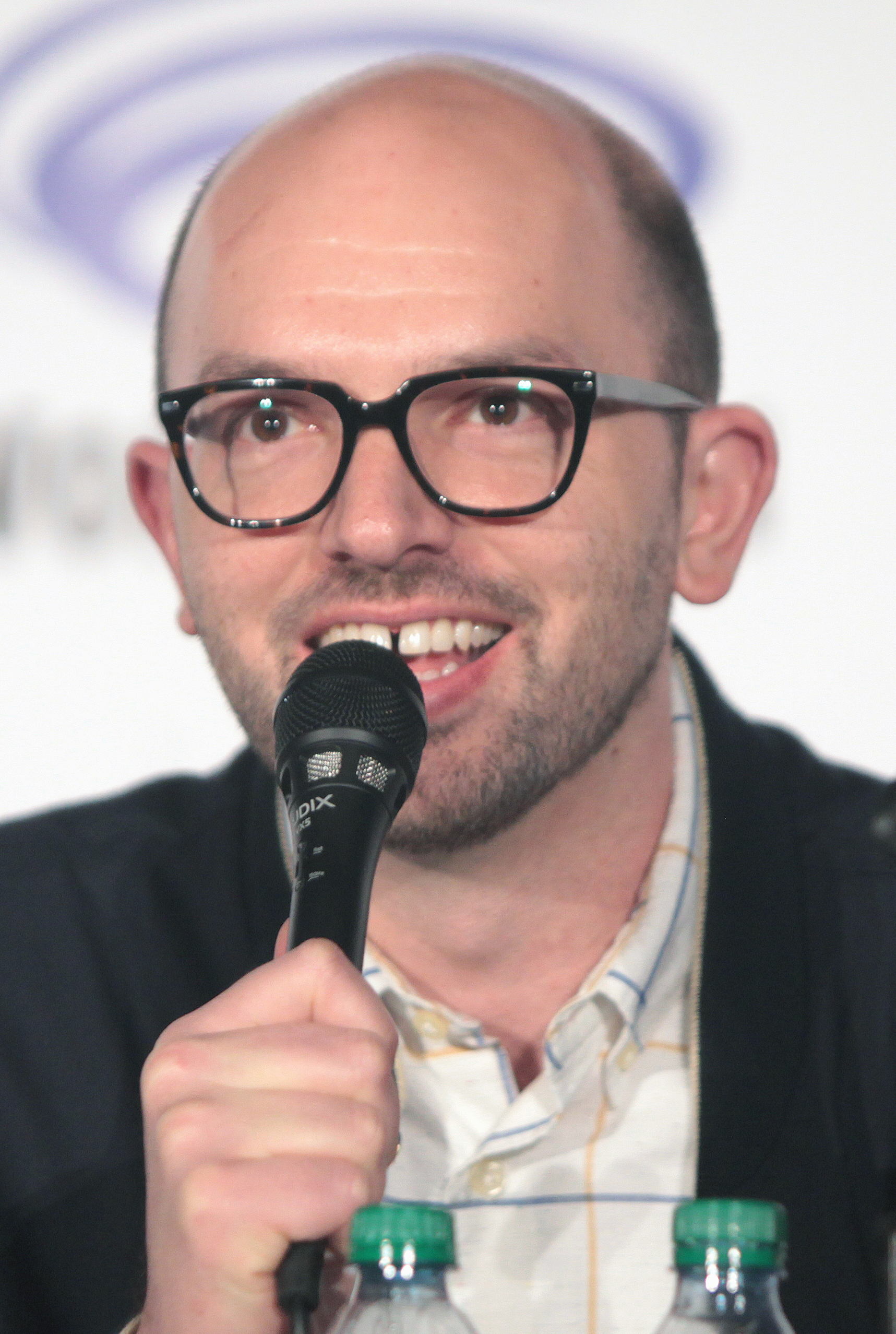
Paul Scheer al WonderCon nel 2016
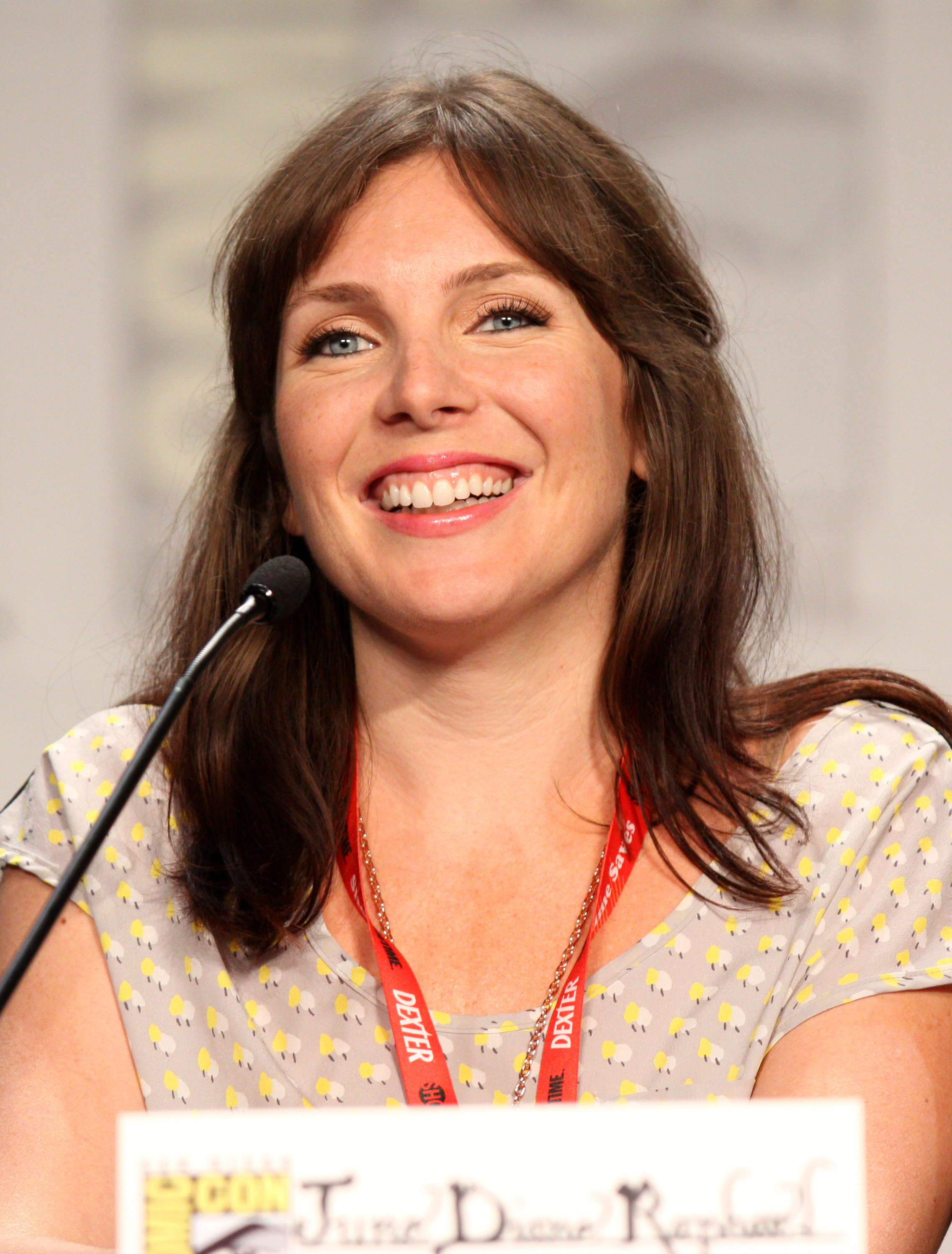
June Diane Raphael al San Diego Comic-Con nel 2011
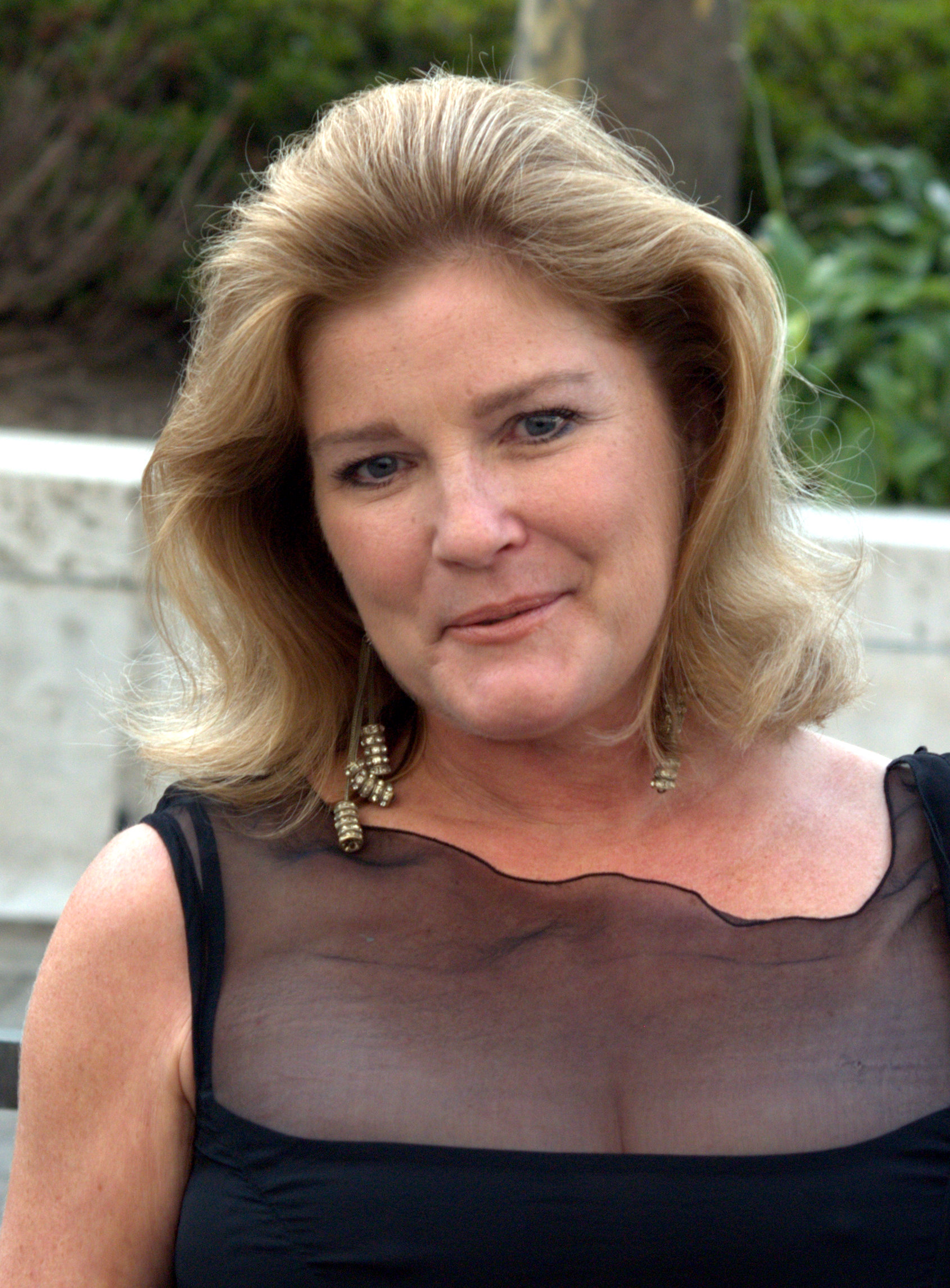
Kate Mulgrew nel 2009
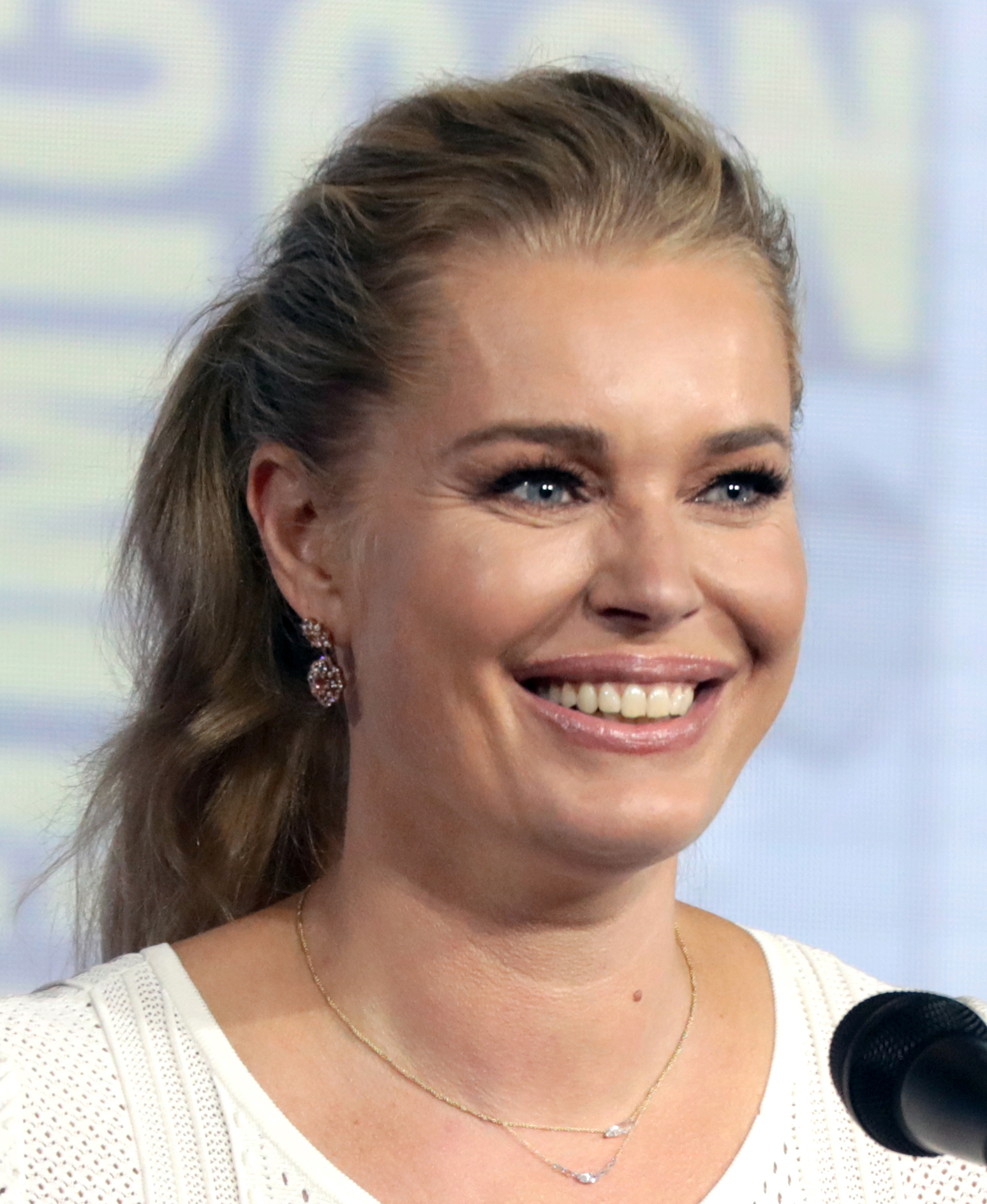
Rebecca Romijn al San Diego Comic-Con nel 2019
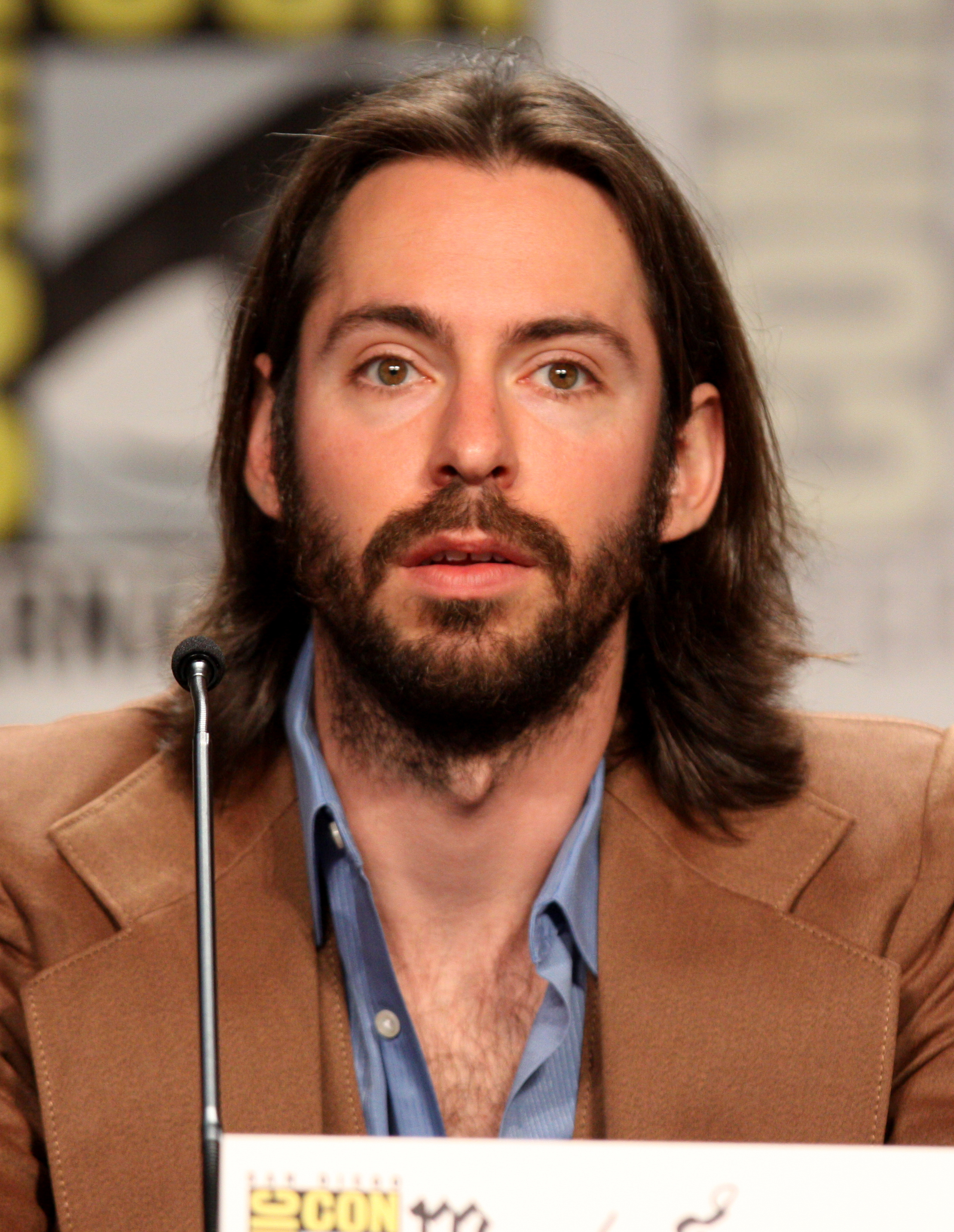
Martin Starr al San Diego Comic-Con nel 2011
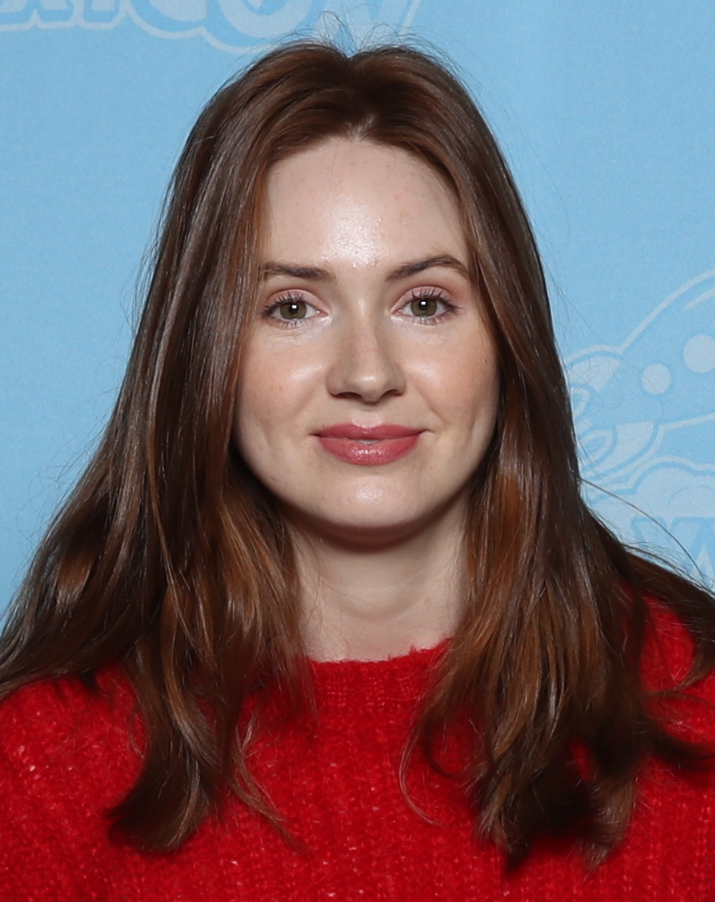
Karen Gillan nel 2019

### Personaggi ricorrenti
- Presidente della Marina (stagioni 1-3), interpretato da Rob Riggle.
- S.A.M. (stagioni 1-3), interpretato da Peter Blaine, voce originale di Peter Serafinowicz.
Un robot irriverente che spesso infastidisce Sam Stern.
- Tucker (stagioni 1-2), interpretato da Curtis Gwinn.
Il fidanzato di Piper.
- Jericho e Cherokee (stagioni 1-3), interpretato da Bram Belonsky-Stern e Arlo Belonsky-Stern.
- Eddie/Eddroid (stagioni 1-3), interpretato da Ed Helms.

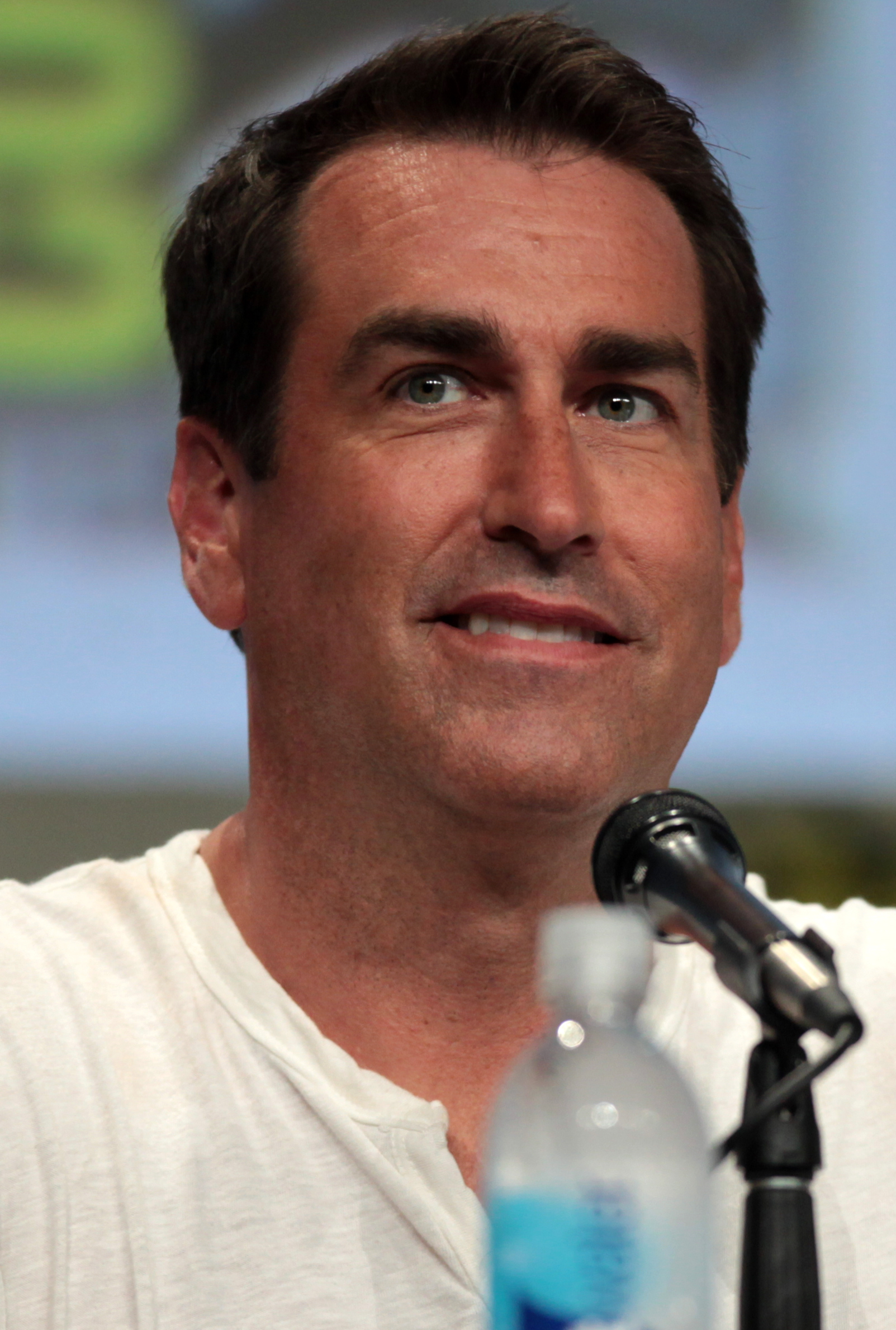
Rob Riggle al San Diego Comic-Con nel 2014
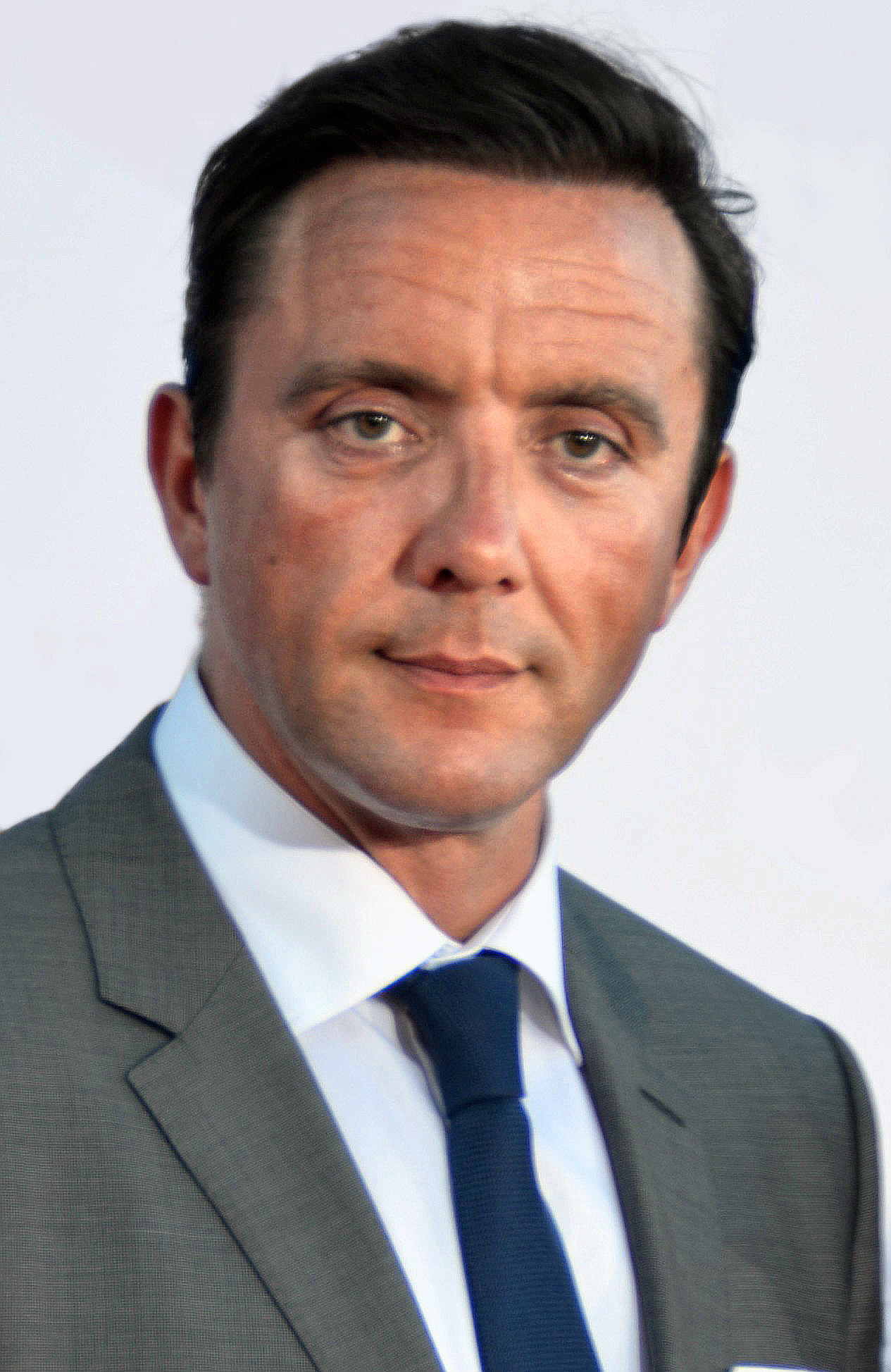
Peter Serafinowicz nel 2014
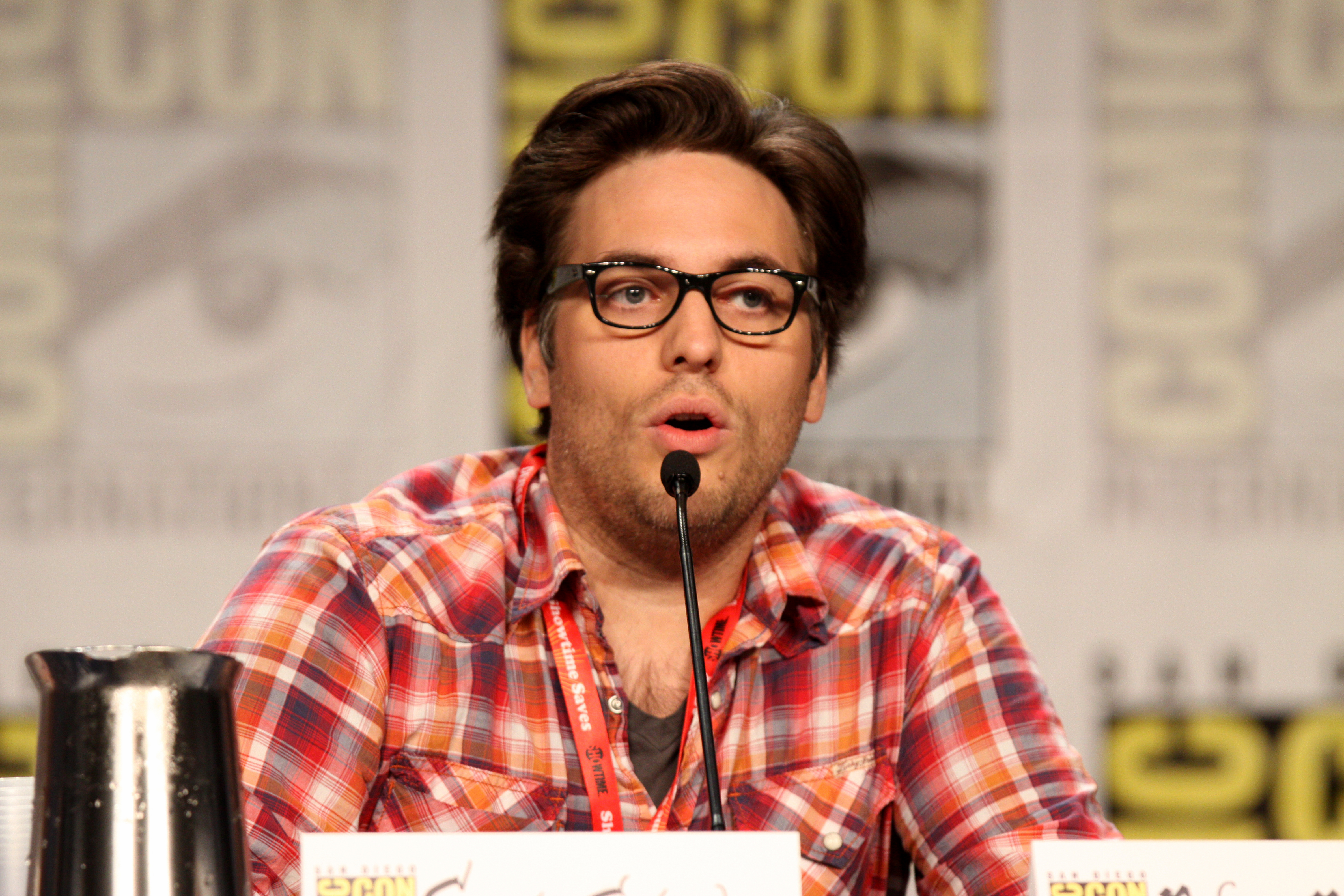
Curtis Gwinn al San Diego Comic-Con nel 2011
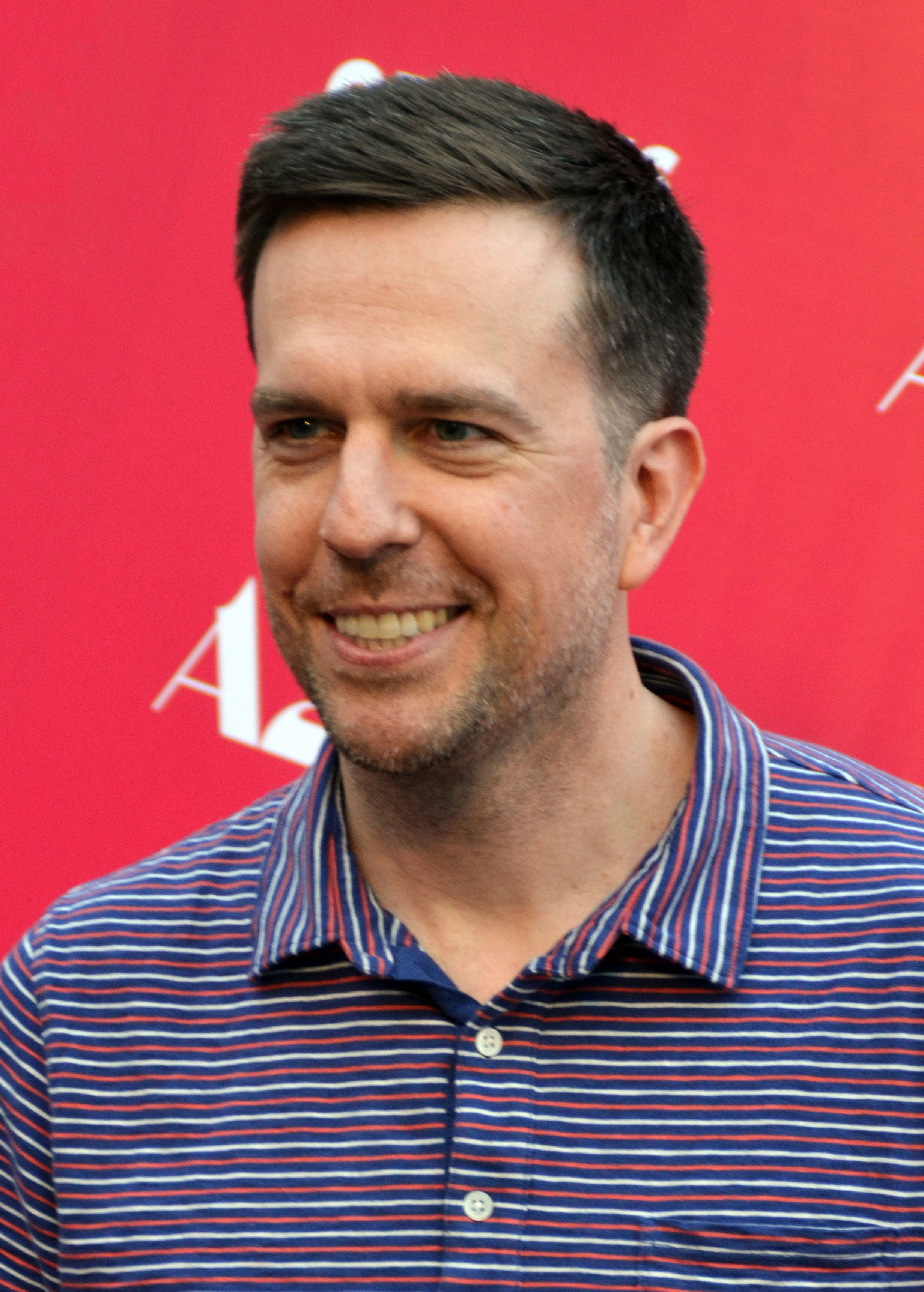
Ed Helms nel 2014

## Produzione

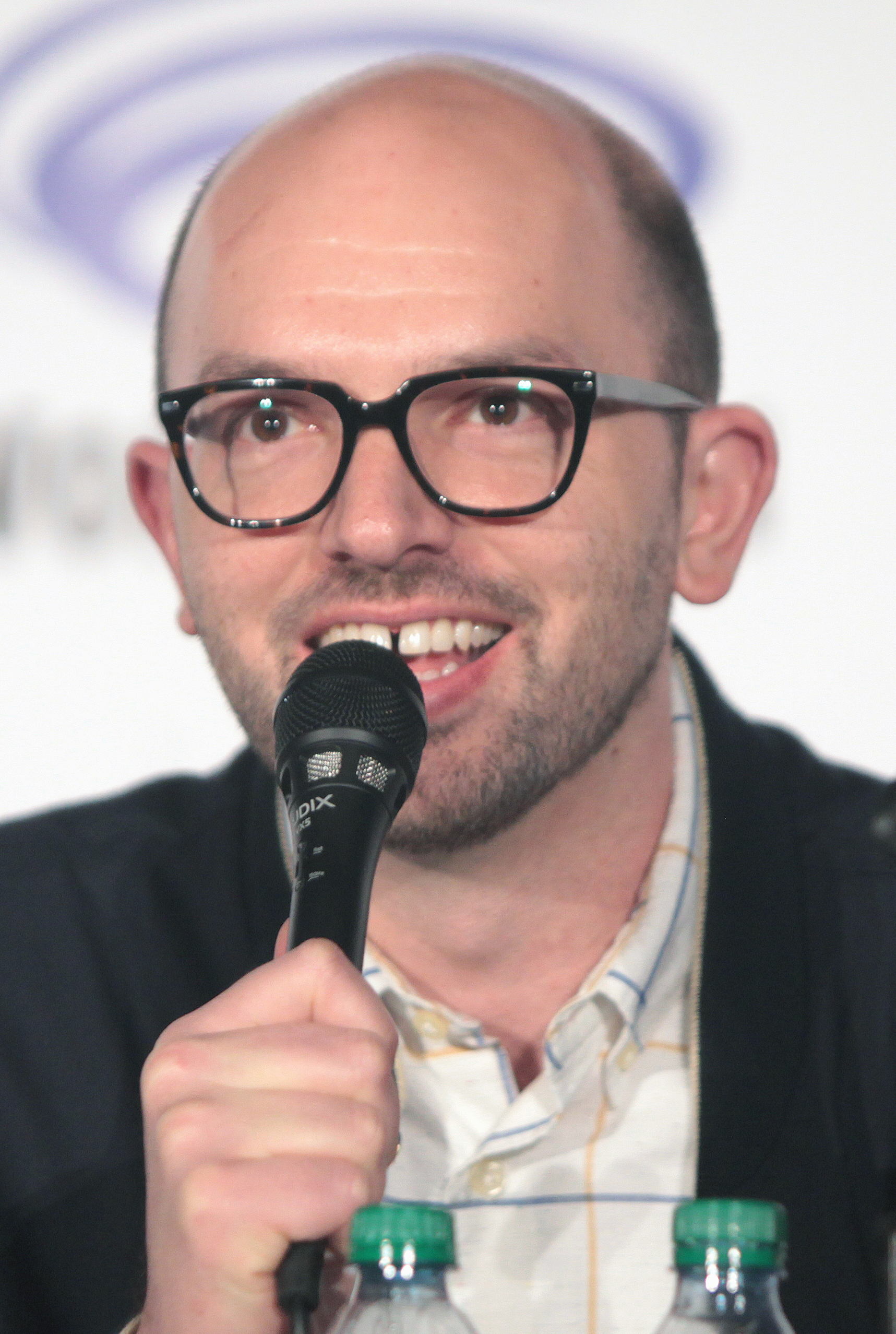
Paul Scheer, creatore della serie e interprete dell'agente protagonista Trent Hauser.

Creata dal comico Paul Scheer, la serie è stata presentata come backdoor pilot durante una serie di false pubblicità televisive pubblicizzate dalla rete durante la trasmissione della prima stagione di Childrens Hospital, su Adult Swim. Nelle clip originali fanno già le loro apparizioni i protagonisti Trent Hauser, Piper Ferguson, Alphonse Inuit e il Presidente della Marina. Dopo la decisione di creare una serie incentrata su questi personaggi, nel dicembre 2010 Adult Swim ha ordinato una stagione composta da 12 episodi, aggiungendo Kate Mulgrew, Rebecca Romijn e Martin Starr al cast originale.
Il 6 ottobre 2011 la serie è stata rinnovata per una seconda stagione. Il 3 ottobre 2012 la serie ha ricevuto un ulteriore rinnovo per una terza e ultima stagione. In un'intervista del 2014, Scheer ha dichiarato che la serie è in una pausa indeterminata, senza piani immediati per un ritorno.

## Distribuzione

### Trasmissione internazionale
- 22 luglio 2011 negli Stati Uniti d'America su Adult Swim;[8]
- 2012 in Canada su G4;[9]
- 3 ottobre 2012 in Germania su TNT Serie;[8]
- 11 febbraio 2013 in Russia su 2x2;
- 14 settembre 2016 in Italia su TIMvision;[2]
- 14 novembre 2018 in Africa su Showmax;[10]
- 22 maggio 2020 nel Regno Unito e in Irlanda su All 4.[11]